# 632 Pyrrha
632 Pyrrha eller 1907 YX är en asteroid i huvudbältet, som upptäcktes 5 april 1907 av den tyska astronomen August Kopff i Heidelberg. Den har fått sitt namn efter Pyrrha i den grekiska mytologin.
Asteroiden har en diameter på ungefär 14 kilometer.